# (43841) Marcustacitus
(43841) Marcustacitus (1993 HB) – planetoida z pasa głównego asteroid okrążająca Słońce w ciągu 3,77 lat w średniej odległości 2,42 j.a. Odkryta 17 kwietnia 1993 roku.